# Showgirl: Homecoming Live
Showgirl: Homecoming Live é um álbum ao vivo da cantora australiana Kylie Minogue. Foi gravado durante o segundo show da Showgirl: The Homecoming Tour em Sydney, Austrália, em 12 de novembro de 2006, e lançado em 8 de janeiro de 2007 pela gravadora Parlophone.

## Faixas
Disco 1
1. "Overture - The Showgirl Theme" – 2:44
2. "Better the Devil You Know" – 3:46
3. "In Your Eyes" – 3:06
4. "White Diamond" – 3:33
5. "On a Night Like This" – 4:30
6. "Shocked" / "What Do I Have to Do?" / "Spinning Around" – 8:22
7. "Temple Prequel" – 2:57
8. "Confide in Me" – 4:26
9. "Cowboy Style" – 3:29
10. "Finer Feelings" – 1:25
11. "Too Far" – 4:33
12. "Red Blooded Woman" / "Where the Wild Roses Grow" – 4:34
13. "Slow" – 4:39
14. "Kids" featuring Bono – 6:05

Disco 2
1. "Rainbow Prequel" – 1:10
2. "Somewhere Over the Rainbow" – 2:43
3. "Come into My World" – 3:05
4. "Chocolate" – 2:45
5. "I Believe in You" – 3:28
6. "Dreams" / "When You Wish Upon a Star" – 3:56
7. "Burning Up" / "Vogue" – 3:21
8. "The Loco-Motion" – 4:43
9. "I Should Be So Lucky" / "The Only Way Is Up" – 3:26
10. "Hand on Your Heart" – 4:19
11. "Space Prequel" – 1:54
12. "Can't Get You out of My Head" – 3:55
13. "Light Years" / "Turn It into Love" – 8:13
14. "Especially for You" – 4:28
15. "Love at First Sight" - 6:35

## Desempenho nas tabelas musicais
| Tabela musical (2007)                 | Melhor posição |
| ------------------------------------- | -------------- |
| Alemanha (Offizielle Deutsche Charts) | 59             |
| Austrália (ARIA)                      | 28             |
| Áustria (Ö3 Austria Top 40)           | 55             |
| Bélgica (Ultratop Flandres)           | 92             |
| Escócia (Official Scottish Albums)    | 14             |
| França (SNEP)                         | 113            |
| Reino Unido (Official Albums Chart)   | 7              |
| Suíça (Schweizer Hitparade)           | 54             |